# Stenichneumon inexspectatus
Stenichneumon inexspectatus är en stekelart som beskrevs av Heinrich 1936. Stenichneumon inexspectatus ingår i släktet Stenichneumon och familjen brokparasitsteklar. Inga underarter finns listade i Catalogue of Life.